# Katia Pascariu
Katia Pascariu (Bucarest, 15 de agosto de 1983) es una actriz rumana de teatro y cine.

## Biografía
Pascariu se graduó de la Facultad de Teatro de la Universidad Nacional de Teatro y Cine Ion Luca Caragiale. Después de aparecer en el filme După dealuri de Cristian Mungiu como la madre Sevastiana, ha figurado en más de una decena de producciones teatrales en su país.
En 2021 protagonizó el filme Babardeala cu bucluc sau porno balamuc, del director Radu Jude. La cinta ganó el Oso de Oro en la Berlinale 2021.

## Filmografía

### Teatro
- 2018 - Interior 0
- 2018 - Lambada
- 2018 - Futur
- 2018 - Sales Gosses/ Copii răi
- 2018 - Idiș?
- 2019 - Ce silence entre nous/ Tăcerea dintre noi
- 2019 - Work, no travel
- 2019 - Originea Lumii

### Cine
- 2012 - După dealuri
- 2021 - Babardeală cu bucluc sau porno balamuc